# Maryānaj
Maryānaj (persiska: مَريانَج, مَرجان, مَرجانَ, مریانج) är en ort i Iran.   Den ligger i provinsen Hamadan, i den nordvästra delen av landet, 290 km väster om huvudstaden Teheran. Maryānaj ligger 1 799 meter över havet och antalet invånare är 9 442.
Terrängen runt Maryānaj är varierad.Runt Maryānaj är det ganska tätbefolkat, med 199 invånare per kvadratkilometer. Närmaste större samhälle är Pasragad Branch, 6,0 km söder om Maryānaj. Runt Maryānaj är det i huvudsak tätbebyggt.